# الناس وأنا
برنامج مصري من تقديم الفنان حسين فهمي وإخراج المخرج محمد مراد وإنتاج كل من المخرج شريف عرفة من خلال شركة إنتاجه بارتنر برو وطارق نور، يذاع الموسم الثاني له حالياً على قناة الشاشة التابعة لشو تايم والقناة الأولى بالتلفزيون المصري كل يوم اثنين في الحادية عشر مساءً بتوقيت القاهرة، بينما عرض أول موسم له في رمضان 2006 على التلفزيون المصري وما زال أيضاً يعرض الموسم له على قناة الصفوة بشبكة أوربت.

## أهداف
يتناول البرنامج القضايا والإنسانية ويعرضها مع دعمها بتقارير خارجية مصورة، وإن كانت إغلب الحلقات أثارت جدلاً بعد عرضها لجرأة محتواها وغرابته على المجتمع المصري.